# 15e cérémonie des Critics' Choice Television Awards
La 15e cérémonie des Critics' Choice Television Awards, décernés par la Broadcast Television Journalists Association, a lieu le 12 janvier 2025, et récompense les programmes télévisuels diffusés en 2024.
Les nominations sont annoncées le 5 décembre 2024.

## Palmarès

### Séries dramatiques

#### Meilleure série dramatique
- Shōgun
  - The Day of the Jackal
  - La Diplomate (The Diplomat)
  - Evil
  - Industry
  - Entretien avec un vampire (Interview with the Vampire)
  - The Old Man
  - Slow Horses

#### Meilleur acteur dans une série dramatique
- Hiroyuki Sanada pour le rôle de Yoshii Toranaga dans Shōgun
  - Jeff Bridges pour le rôle de Johnny Kohler / Dan Chase dans The Old Man
  - Ncuti Gatwa pour le rôle du Docteur dans Doctor Who
  - Eddie Redmayne pour le rôle du "Chacal" dans The Day of the Jackal
  - Rufus Sewell pour le rôle de Hal Wyler dans La Diplomate (The Diplomat)
  - Antony Starr pour le rôle de John Gillman / "Le Protecteur" dans The Boys

#### Meilleure actrice dans une série dramatique
- Kathy Bates pour le rôle de Madeline Kingston / Matlock dans Matlock
  - Caitriona Balfe pour le rôle de Claire Fraser dans Outlander
  - Shanola Hampton pour le rôle de Gabrielle Mosely dans Found
  - Keira Knightley pour le rôle de Helen Webb dans Black Doves
  - Keri Russell pour le rôle de Kate Wyler dans La Diplomate (The Diplomat)
  - Anna Sawai pour le rôle de Dame Mariko dans Shōgun

#### Meilleur acteur dans un second rôle dans une série dramatique
- Tadanobu Asano pour le rôle de Kashigi Yabushige dans Shōgun
  - Michael Emerson pour le rôle de Leland Townsend dans Evil
  - Mark-Paul Gosselaar pour le rôle de Hugh "Sir" Evans dans Found
  - Takehiro Hira pour le rôle de Ishido Kazunari dans Shōgun
  - John Lithgow pour le rôle de Harold Harper dans The Old Man
  - Sam Reid pour le rôle de Lestat de Lioncourt dans Entretien avec un vampire (Interview with the Vampire)

#### Meilleure actrice dans un second rôle dans une série dramatique
- Moeka Hoshi pour le rôle de Usami Fuji dans Shōgun
  - Allison Janney pour le rôle de Grace Penn dans La Diplomate (The Diplomat)
  - Nicole Kidman pour le rôle de Kaitlyn Meade dans Opérations Spéciales : Lioness (Special Ops: Lioness)
  - Skye P. Marshall pour le rôle de Olympia Lawrence dans Matlock
  - Anna Sawai pour le rôle de Naomi dans Pachinko
  - Fiona Shaw pour le rôle de Angelica Muldoon dans Bad Sisters

### Séries comiques

#### Meilleure série comique
- Hacks
  - Abbott Elementary
  - English Teacher
  - Nobody Wants This
  - Only Murders in the Building
  - Somebody Somewhere
  - St. Denis Medical
  - What We Do in the Shadows

#### Meilleur acteur dans une série comique
- Adam Brody pour le rôle de Noah Roklov dans Nobody Wants This
  - Brian Jordan Alvarez pour le rôle de Evan Marquez dans English Teacher
  - David Alan Grier pour le rôle de Ron dans St. Denis Medical
  - Steve Martin pour le rôle de Charles-Haden Savage dans Only Murders in the Building
  - Kayvan Novak pour le rôle de Nandor l'Inflexible dans What We Do in the Shadows
  - Martin Short pour le rôle de Oliver Putnam dans Only Murders in the Building

#### Meilleure actrice dans une série comique
- Jean Smart pour le rôle de Deborah Vance dans Hacks
  - Kristen Bell pour le rôle de Joanne dans Nobody Wants This
  - Quinta Brunson pour le rôle de Janine Teagues dans Abbott Elementary
  - Natasia Demetriou pour le rôle de Nadja dans What We Do in the Shadows
  - Bridget Everett pour le rôle de Sam dans Somebody Somewhere
  - Kristen Wiig pour le rôle de Maxine Simmons dans Palm Royale

#### Meilleur acteur dans un second rôle dans une série comique
- Michael Urie pour le rôle de Brian dans Shrinking
  - Paul W. Downs pour le rôle de Jimmy LuSaque dans Hacks
  - Asher Grodman pour le rôle de Trevor Lefkowitz dans Ghosts
  - Harvey Guillén pour le rôle de Guillermo de la Cruz dans What We Do in the Shadows
  - Brandon Scott Jones pour le rôle de Isaac Higgintoot dans Ghosts
  - Tyler James Williams pour le rôle de Gregory Eddie dans Abbott Elementary

#### Meilleure actrice dans un second rôle dans une série comique
- Hannah Einbinder pour le rôle de Ava Daniels dans Hacks
  - Liza Colón-Zayas pour le rôle de Tina Marrero dans The Bear
  - Janelle James pour le rôle de Ava Coleman dans Abbott Elementary
  - Stephanie Koenig pour le rôle de Gwen Sanders dans English Teacher
  - Patti LuPone pour le rôle de Lilia Calderu dans Agatha All Along
  - Annie Potts pour le rôle de Constance "Connie" Tucker alias « Meemaw » dans Young Sheldon

### Mini-séries et téléfilms

#### Meilleur téléfilm
- Rebel Ridge
  - The Great Lillian Hall
  - Jeu intérieur (It's What's Inside)
  - Música
  - Le Silence de Mélodie (Out of My Mind)
  - V/H/S/Beyond

#### Meilleure série limitée
- Mon petit renne (Baby Reindeer)
  - Disclaimer
  - Masters of the Air
  - Mr Bates vs The Post Office
  - The Penguin
  - Ripley
  - True Detective: Night Country
  - We Were The Lucky Ones

#### Meilleur acteur dans une mini-série ou un téléfilm
- Colin Farrell pour le rôle de Oswald « Oz » Cobb / Le Pingouin dans The Penguin
  - Richard Gadd pour le rôle de Donny Dunn dans Mon petit renne (Baby Reindeer)
  - Tom Hollander pour le rôle de Truman Capote dans Feud : Les Trahisons de Truman Capote (Feud: Capote vs. The Swans)
  - Kevin Kline pour le rôle de Stephen Brigstocke dans Disclaimer
  - Ewan McGregor pour le rôle de Alexander Ilyich Rostov dans A Gentleman in Moscow
  - Andrew Scott pour le rôle de Tom Ripley dans Ripley

#### Meilleure actrice dans une mini-série ou un téléfilm
- Cristin Milioti pour le rôle de Sofia Gigante dans The Penguin
  - Cate Blanchett pour le rôle de Catherine Ravenscroft dans Disclaimer
  - Jodie Foster pour le rôle de Liz Danvers dans True Detective: Night Country
  - Jessica Lange pour le rôle de Lillian Hall dans The Great Lillian Hall
  - Phoebe-Rae Taylor pour le rôle de Melodie Brooks dans Le Silence de Mélodie (Out of My Mind)
  - Naomi Watts pour le rôle de Babe Paley dans Feud : Les Trahisons de Truman Capote (Feud: Capote vs. The Swans)

#### Meilleur acteur dans un second rôle dans une mini-série ou un téléfilm
- Liev Schreiber pour le rôle de Tag Winbury dans Un couple parfait (The Perfect Couple)
  - Robert Downey Jr. pour plusieurs rôles dans Le Sympathisant (The Sympathizer)
  - Hugh Grant pour le rôle de Edward Keplinger dans Le Régime
  - Ron Cephas Jones pour le rôle de Elijah Muhammad dans Genius (Genius: MLK/X)
  - Logan Lerman pour le rôle de Addy dans We Were The Lucky Ones
  - Treat Williams pour le rôle de William S. Paley dans Feud : Les Trahisons de Truman Capote (Feud: Capote vs. The Swans)

#### Meilleure actrice dans un second rôle dans une mini-série ou un téléfilm
- Jessica Gunning pour le rôle de Martha Scott dans Mon petit renne (Baby Reindeer)
  - Dakota Fanning pour le rôle de Marge Sherwood dans Ripley
  - Leila George pour le rôle de la jeune Catherine Ravenscroft dans Disclaimer
  - Betty Gilpin pour le rôle de Lina dans Three Women
  - Deirdre O'Connell pour le rôle de Francis Cobb dans The Penguin
  - Kali Reis pour le rôle de Evangeline Navarro dans True Detective: Night Country